# Керкопы
Керкопы (др.-греч. Κέρκωπες, «хвостатые», ед. ч. Κέρκωψ) — в древнегреческой мифологии народ карликов (или два брата-карлика). 
Также именуются киликранами.

## Сведения
Жили близ Эфеса. Геракл поймал их и связал (когда был в услужении у Омфалы). Мать предупредила, чтобы они избегали встречи с чернозадым. Занимались разбоем, Геракл их частично истребил, прочих передал связанными Омфале.
Согласно Полемону, киликраны пришли с Гераклом из Лидии. По Скифину, Геракл обратил этих разбойников киликранов в рабство и построил город Гераклея Трахина.
«Обитель Керкопов» была в Фессалии, также керкопов помещали в Эхалии.
Согласно лексикону Суды, это сыновья Мемнониды Пассал и Акмон. Либо пытались обмануть Зевса и превращены в камень (по лексикону Суды).
По Ксенагору, это сыновья Феи и Океана Кандул и Атлант, превращены в обезьян и поселены у Питекусы (близ Сицилии). Зевс превратил их в обезьян, они поселены у Питекусы, чтобы дразнить гигантов.
Возможно, упомянуты Пиндаром.